# Voce de cap
Vocea de cap reprezintă o "parte a vocii" folosită la descrierea rezonanței simțite de cel care cântă, și anume în cap (se simte o vibrație în gură sau în orice altă parte a capului). Se consideră că oricine are, printre altele, și o voce de cap, indiferent dacă e bass sau soprană (conform cărții scrise de David Clippinger în 1917). În aceeași carte se precizează că bărbații și femeile schimbă registrele la aproximativ același nivel.
La țipat (mai ales la femei și copii) în majoritatea cazurilor este utilizată vocea de cap.
Falsetul, un registru vocal independent este adesea confundat cu Vocea de Cap. Acest registru rezonează tot în zona capului și a gurii creând astfel o confuzie. Diferența dintre Vocea de Cap și Falset o constituie modul de formare al sunetului în laringe, astfel ca în cazul falsetului corzile vocale se despart, sunetul fiind creat de vibrația corzilor vocale și a aerului care trece prin spațiul rămas intre ele. Falsetul apare ca fenomen vocal atunci când forțăm Vocea de Piept (vocea naturala pe care o folosim și în vorbire) foarte sus, presiunea de aer care apasă pe corzile vocale în acest caz, le forțează pe acestea să se despartă. Este folosit destul de des în muzica Pop și Soul și de cântăreții mexicani.
Prin definiție, Vocea sau Registrul de Cap reprezintă un registru vocal mai complex care necesită antrenament pentru perfecționare. Sunetul vocii de cap este creat spre deosebire de Falset atunci când corzile vocale rămân "închise". Laringele se ridică, iar corzile vocale se alungesc , sunetul fiind provocat de creșterea vibrației acestora. Acest registru este folosit de cântăreții rock sau metal, în special folosit în Heavy Metal. Este folosit acest registru și de cântăreții de operă sau Bel Canto, în special de femei, bărbații folosind un registru combinat (Registru de Mix sau Passagio) care combină Registrul sau Vocea de Piept cu cea de Cap.